# Thomas Deruette
Thomas Deruette (Saint-Mard, 6 luglio 1995) è un ex ciclista su strada belga, attivo dal 2014 al 2019.

## Palmarès

### Strada
- 2019 (Team Differdange GeBa, una vittoria)

4ª tappa Arden Challenge (Rouvroy > Rouvroy)

#### Altri successi
- 2014 (Color Code-Biowanze)

Criterium Longwy
- 2015 (Team Differdange-Losch)

GP Claudy Sohet
Criterium Wolvertem
- 2018 (WB Aqua Protect Veranclassic)

Classifica scalatori Circuit de la Sarthe
- 2019 (Team Differdange GeBa)

Grand Prix OST Manufaktur

## Piazzamenti

### Classiche monumento
- Liegi-Bastogne-Liegi

2017: ritirato
2018: ritirato